# Ladislaus von Fraunberg-Haag
Ladislaus von Fraunberg, comte de Haag (1505-1566), dirigeait le petit comté de Haag en Haute-Bavière près de Wasserburg am Inn. Il était un vassal de Charles Quint.
De par la petitesse de son comté, Ladislaus était en rivalité permanente avec les seigneurs voisins, dont le Duc de Bavière Albert V. À la suite d'un désaccord avec Charles Quint, Il entra au service du roi de France François Ier.
Il mourut sans héritier, ce qui mit fin au comté libre de Haag, qui fut incorporé dans le Duché de Bavière

## Postérité
Un tableau de plain pied représentant Ladislaus von Fraunberg fut réalisé par Hans Mielich en 1557.